# Struisgrasvegetatie

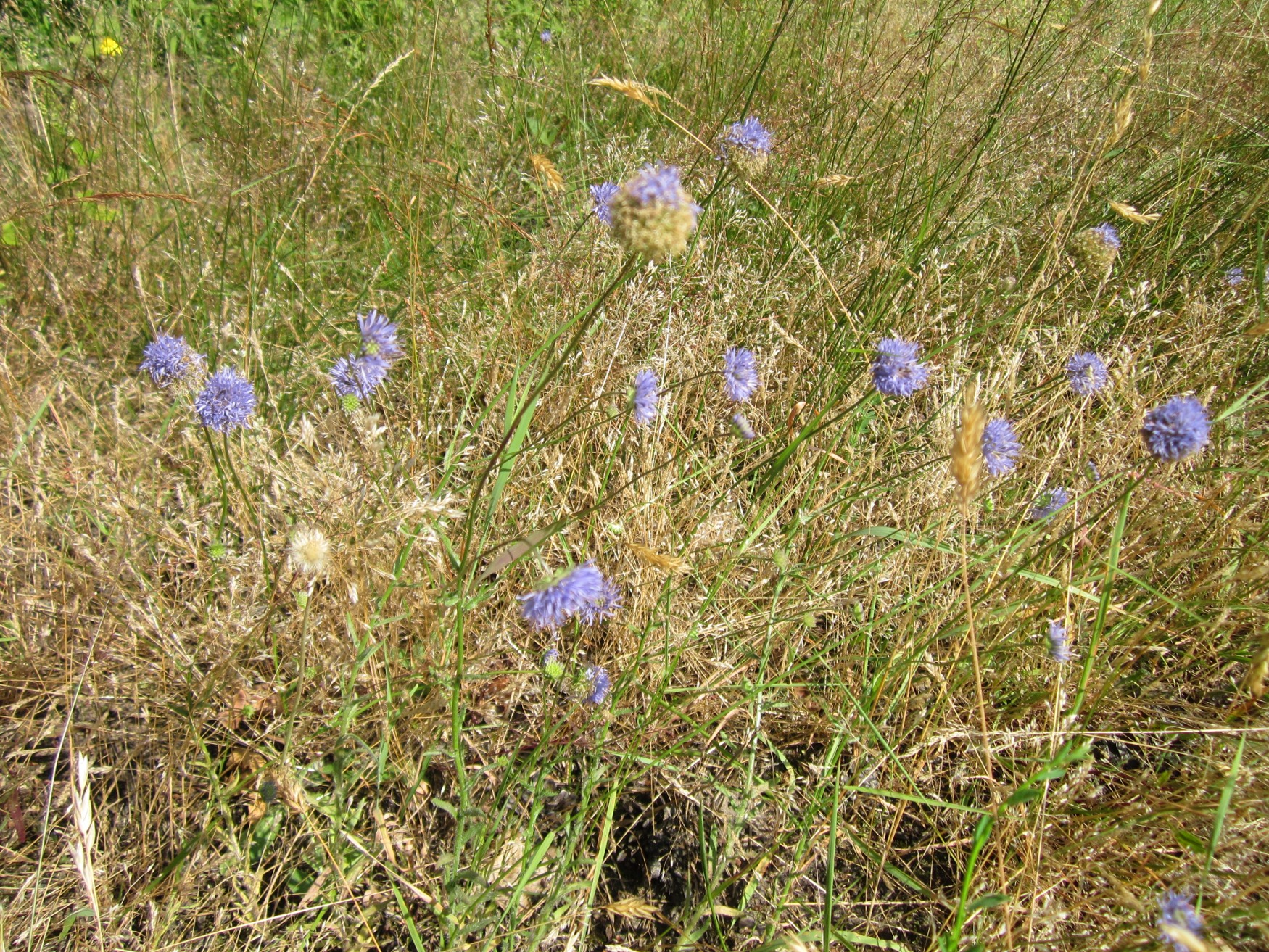
Struisgrasland met o.a. zandblauwtje

Struisgrasvegetatie is een karteringseenheid in de Biologische Waarderingskaart (BWK) van Vlaanderen en het Brussels Hoofdstedelijk Gewest met als code 'ha'.
In de vegetatiekunde wordt dit biotoop vertegenwoordigd door verschillende plantengemeenschappen uit de klasse van droge graslanden op zandgrond (Koelerio-Corynephoretea) en de klasse van heischrale graslanden (Nardetea).
Struisgrasvegetaties worden over het algemeen gewaardeerd als 'Biologisch zeer waardevol', maar zwak ontwikkelde vegetatie krijgen de waardering 'Biologisch waardevol'.

## Naamgeving, etymologie en codering
- BWK-code: ha
- Syntaxoncode (Nederland): r14Aa Buntgras-verbond (Corynephorion), r14Ba Dwerghaver-verbond (Thero-Airion),  r14Bb Verbond van gewoon struisgras (Plantagini-Festucion), r19Aa01 Associatie van liggend walstro en schapengras (Galio hercynici-Festucetum ovinae), 19RG*, 19DG* romp- en derivaatgemeenschappen uit de klasse van heischrale graslanden
- Natura2000-code: 2330 'Open grasland met Corynephorus en Agrostis-soorten op landduinen', subtypes 'buntgrasverbond' (2330_bu) en 'dwerghaververbond' (2330_dw), 6230 'Soortenrijke heischrale graslanden op arme bodems van berggebieden (en van submontane gebieden in het binnenland van Europa)' subtype 'Soortenrijke graslanden van het struisgrasverbond' (6230_ha)
- Corine biotope: 35.15 Sand sedge grasslands, 35.21 Dwarf annual siliceous grasslands, 35.22 Perennial open siliceous grasslands, 35.23 Corynephorus grasslands, 64.11 Inland dune pioneer grasslands, 64.12 Inland dune siliceous grasslands
- Eunis Habitat Types: E1.75 Carex arenaria grassland, E1.91 Dwarf annual silicious grassland, E1.92 Perennial open siliceous grassland, E1.93 Corynephorus grassland, E1.94 Inland dune pioneer grassland; E1.95 Inland dune siliceous grassland

## Kenmerken
Onder de noemer struisgraslanden worden alle graslanden en pioniersvegetaties verzameld van extreem droge tot licht vochtige, voedselarme, zure en meestal zandige bodems.
Er worden drie subtypen onderscheiden:
- Buntgras-verbond: pioniervegetatie van extreem droge, voedselarme dynamische standplaatsen op open, stuivende landduinen, een soortenarme gemeenschap gekenmerkt door het voorkomen van o.a. buntgras en andere grassen en mossen;
- Dwerghaver-verbond: open vegetatie op minder dynamische, vochtigere en humusrijkere zandgronden zoals op gefixeerde landduinen, gekenmerkt door o.a. vroege haver en kleinbloemige kruiden;
- Struisgraslanden: min of meer gesloten vegetatie van drogere, minder zure en mesotrofe zandbodems, vooral te vinden in wegbermen, dijken, taluds en onbemeste gazons, met voornamelijk overblijvende planten , met o.a. zandstruisgras. Hier vinden we ook soorten die ook in droog- en vochtig heischraal grasland voorkomen.

Buiten zandgronden kunnen deze vegetaties ook gevonden worden op lemig zand of zandleem, kalkhoudende leem of leem op grind. 
In struisgrasvegetaties zijn de boom- en struiklaag steeds afwezig. De kruidlaag is dominant, met zowel grassen, grasachtige planten als kruiden. Een   moslaag is opvallend aanwezig in het buntgrasverbond, met zowel bladmossen als bekermossen.

## Verspreiding en voorkomen
Struisgrasvegetatie is in Vlaanderen wijd verspreid doch vrij zeldzaam, behalve in de Kempen en Zandig Vlaanderen waar ze vrij algemeen zijn. In De Polders ontbreken ze volledig, in de Leemstreek zijn ze beperkt tot zandige plekken in bermen, hooggelegen plekken en getuigenheuvels.

## Soortensamenstelling
Indicatieve soorten voor alle subtypes van struisgraslanden zijn gewoon struisgras, zandzegge, fijn schapengras, zandblauwtje en schapenzuring. Graslanden van de subtypes buntgrasverbond en dwerghaververbond worden vooral gekenmerkt door grassen en grasachtigen, terwijl in de struisgraslanden in strikte veel meer kruidachtige planten zoals worden gevonden.
| Indicatief / Begeleidend | Triviale naam           | Botanische naam        | Opmerking                 | Afbeelding |
| ------------------------ | ----------------------- | ---------------------- | ------------------------- | ---------- |
| I                        | Gewoon struisgras       | Agrostis capillaris    |                           |            |
| I                        | Zandzegge               | Carex arenaria         |                           |            |
| I                        | Fijn schapengras        | Festuca filiformis     |                           |            |
| I                        | Zandblauwtje            | Jasione montana        |                           |            |
| I                        | Schapenzuring           | Rumex acetosella       |                           |            |
| I                        | Buntgras                | Corynephorus canescens | Subtype Buntgrasverbond   |            |
| I                        | Zandstruisgras          | Agrostis vinealis      | Subtype Buntgrasverbond   |            |
| I                        | Heidespurrie            | Spergula morisonii     | Subtype Buntgrasverbond   |            |
| I                        | Ruig haarmos            | Polytrichum piliferum  | Subtype Buntgrasverbond   |            |
| I                        | Bekermos                | Cladonia sp.           | Subtype Buntgrasverbond   |            |
| I                        | Vroege haver            | Aira praecox           | Subtype Dwerghaververbond |            |
| I                        | Zilverhaver             | Aira caryophyllea      | Subtype Dwerghaververbond |            |
| I                        | Klein vogelpootje       | Ornithopus perpusillus | Subtype Dwerghaververbond |            |
| I                        | Klein tasjeskruid       | Teesdalia nudicaulis   | Subtype Dwerghaververbond |            |
| I                        | Dwergviltkruid          | Filago minima          | Subtype Dwerghaververbond |            |
| I                        | Overblijvende hardbloem | Scleranthus perennis   | Subtype Dwerghaververbond |            |
| I                        | Gewoon langbaardgras    | Vulpia myuros          | Subtype Dwerghaververbond |            |
| I                        | Muizenoor               | Hieracium pilosella    | Subtype Struisgraslanden  |            |
| I                        | Hazenpootje             | Trifolium arvense      | Subtype Struisgraslanden  |            |
| I                        | Tormentil               | Potentilla erecta      | Subtype Struisgraslanden  |            |
| I                        | Veelbloemige veldbies   | Luzula multiflora      | Subtype Struisgraslanden  |            |
| I                        | Gewone veldbies         | Luzula campestris      | Subtype Struisgraslanden  |            |
| I                        | Liggend walstro         | Galium saxatile        | Subtype Struisgraslanden  |            |
| I                        | Grasklokje              | Campanula rotundifolia | Subtype Struisgraslanden  |            |
| I                        | Grote tijm              | Thymus pulegioides     | Subtype Struisgraslanden  |            |
| I                        | Liggend hertshooi       | Hypericum humifusum    | Subtype Struisgraslanden  |            |
| I                        | Schermhavikskruid       | Hieracium umbellatum   | Subtype Struisgraslanden  |            |
| I                        | Dicht havikskruid       | Hieracium lachenalii   | Subtype Struisgraslanden  |            |
| I                        | Stijf havikskruid       | Hieracium laevigatum   | Subtype Struisgraslanden  |            |